# Békás (Neamț megye)
Békás (románul Bicaz, népiesen Gura Bicazului) város Romániában, Moldvában, Neamț megyében.

## Fekvése
A Csalhó-hegység lábánál, a Békás-patak és az Aranyos-Beszterce folyók találkozásánál található. Karácsonkő városától 28 km-re nyugatra helyezkedik el a megye nyugati részén.

## Történelem
Első írásos említése 1625-ből való, Radu Mihnea moldvai fejedelem idejéből.
1951-ben kezdtek el építeni egy hatalmas völgyzáró gátat, amely mögött létrejött az Izvorul Muntelui („a hegy forrása”) nevű gyűjtőtó, 1960-ban készült el a gát, az új vízerőmű („Stejaru” erőmű) 210 MW teljesítményű.
1960-ban városi rangot kapott a település.

## Népesség
A város népességének alakulása:
- 1966 – 8368 lakos
- 1977 – 9477 lakos
- 1992 – 8581 lakos
- 2002 – 8428 lakos

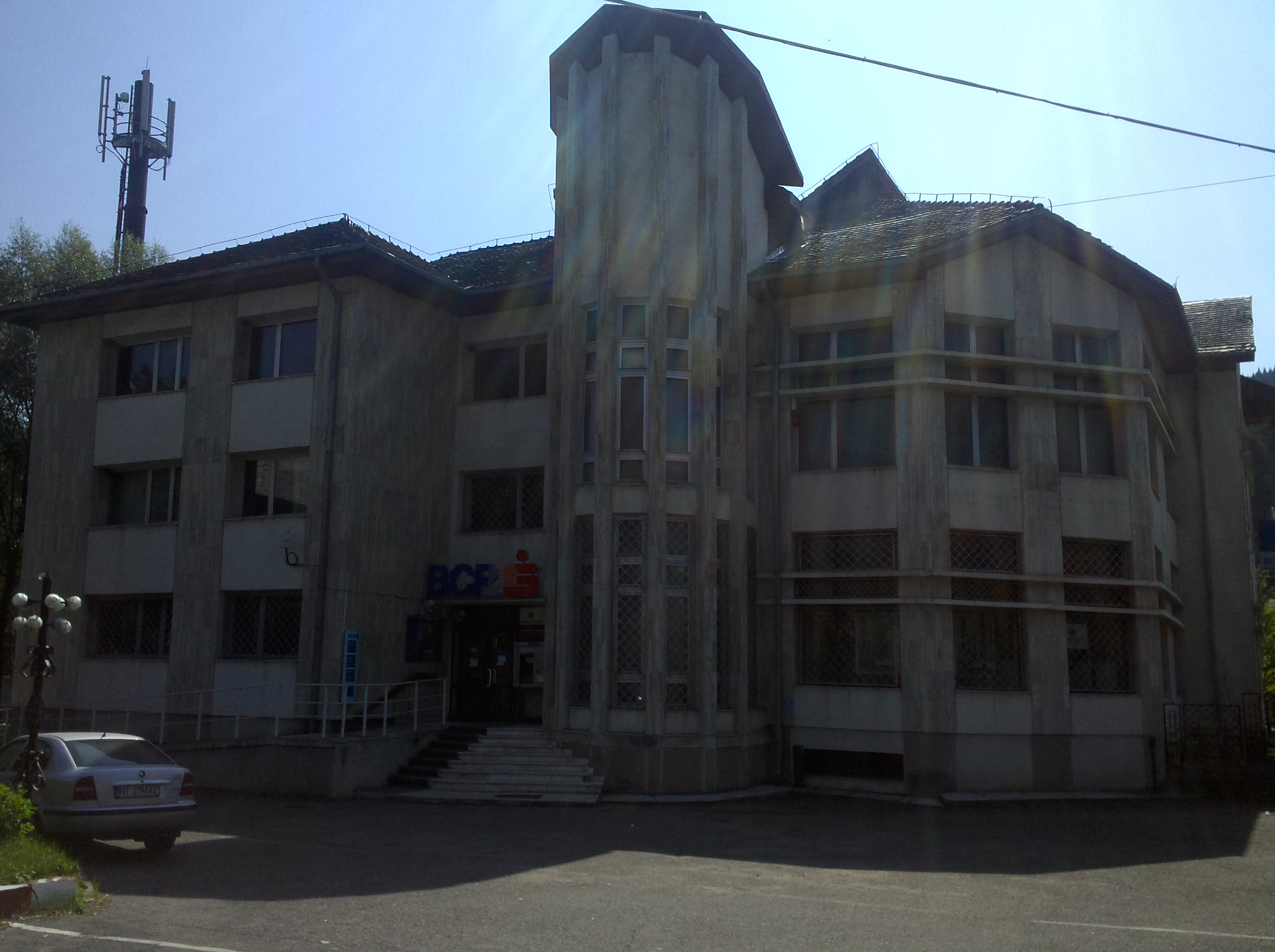
A BCP bank fiókja

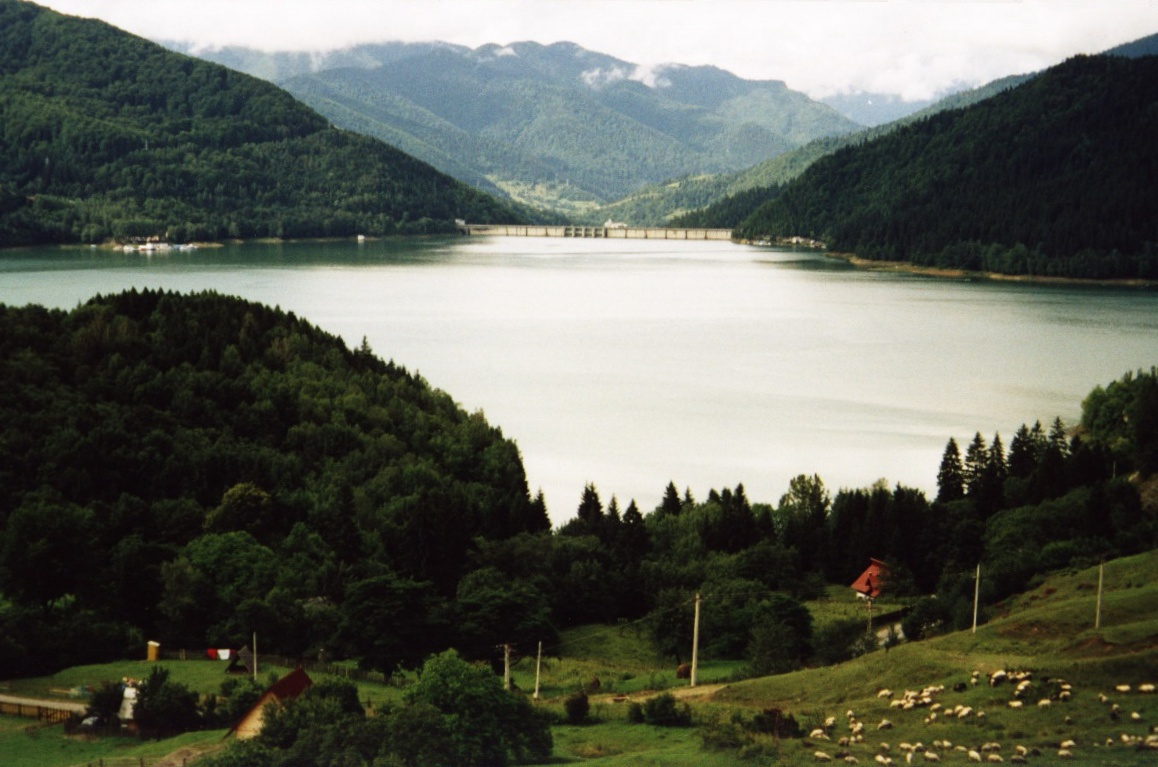
A Békási-víztározó

A lakosság etnikai összetétele a 2002-es népszámlálási adatok alapján:
- Románok:  8093 fő (96,02%)
- Romák:  305 (3,61%)
- Magyarok:  23 (0,27%)
- Görögök:  3 (0,03%)
- Németek:  1 (0,01%)
- Szlovákok:  1 (0,01%)
- Olaszok:  1 (0,01%)
- Kínaiak:  1 (0,01%)

A lakosok 96,58%-a ortodox (8140 lakos), 1,69%-a pedig római katolikus (143 lakos) vallású.

## Gazdaság
Jelentősebb ágazatok: energetikai ipar, cementgyár (1951-ben alapították, jelenleg német tulajdonban van), élelmiszeripar, faipar.

## Látnivalók
- Békási-víztározó (románul Izvorul Muntelui) mesterséges tó és a gát
- „Carol Zane” helytörténeti múzeum, a régi színház épületében, melyet 1909-ben építettek, Carol Zane építész tervei alapján
- a „Buhalnița” kolostor, amely 1627-ben épült

## Testvérvárosok
- Orhei, Moldova
- Hasselt, Belgium
- Lausanne, Svájc
- Piazzola sul Brenta, Olaszország